# Lymeon pleuralis
Lymeon pleuralis là một loài tò vò trong họ Ichneumonidae.